# Getabako
Getabako (jap. 下駄箱) – skrzynka bądź półka na buty zwykle umieszczana wewnątrz „genkan”, tradycyjnego holu wejściowego oddzielającego część zewnętrzną od wewnętrznej, w zwykłych domach i niektórych budynkach użyteczności publicznej w Japonii.
W Japonii ogólnie uważa się za niegrzeczne niezdejmowanie butów przed wejściem do domu. Domowe szafki na buty są często wykonane z drewna i mogą znajdować się przy wejściu do domu. Są one oddzielone kilkoma półkami i dzielone przez członków rodziny. Niektóre szafki na buty mają tylko półki, podczas gdy inne mają przesuwane drzwi.
Zazwyczaj w szkołach znajduje się duże getabako, a każdy uczeń ma swoją własną przegrodę. Czasami uczniowie przechowują tam również rzeczy osobiste lub używają ich do zostawiania listów miłosnych.

## Etymologia
Słowo „getabako” pochodzi od geta (jap. 下駄 „drewniane obuwie japońskie”) i hako (jap. 箱 „skrzynka”, „półka”).